# Paco Alcácer
Francisco Alcácer García (* 30. srpna 1993 Valencie), známý jako Paco Alcácer, je španělský profesionální fotbalista, který hraje na pozici útočníka za klub Emirates Club ze Spojených arabských emirátů, kde je na hostování ze Sharjahu. Mezi lety 2014 a 2019 odehrál také 19 zápasů v dresu španělské reprezentace, ve kterých vstřelil 12 branek.

## Reprezentační kariéra
Alcácer byl členem španělských mládežnických reprezentací. S výběrem do 19 let vyhrál Mistrovství Evropy U19 v letech 2011 (ve finále proti České republice - výhra 3:2 po prodloužení - vstřelil dva góly) i 2012.
V A-mužstvu Španělska debutoval 4. září 2014 v přátelském utkání na Stade de France proti Francii (porážka 0:1).
Premiérovou branku vstřelil o 4 dny později 8. září v kvalifikaci na EURO 2016 proti Makedonii (výhra 5:1), a byl to rovnou vítězný gól.
Ve svém třetím zápase 9. října 2014 v téže kvalifikaci proti Slovensku jako jediný španělský střelec překonal brankáře Matúše Kozáčika, na bodový zisk to však nestačilo, favorizovaní Španělé prohráli 1:2.